# Râul Feleag
Pârâul Feleag este un afluent al râului Archita din județul Mureș. Acesta are o lungime de 8 kilometri de la izvorul aflat la altitudinea de 720 de metri, la baza Dealului Pietriș și până la vărsarea sa în râul Archita la altitudinea de 395 de metri.
Cursul de apă traversează localitățile Feleag și Mureni.